# Ockenfels (Schiff, 1910)
Die 1910 in den Dienst gekommene zweite Ockenfels der Deutschen Dampfschiffahrtsgesellschaft Hansa (DDG „Hansa“) war das Typschiff einer Serie von acht Frachtschiffen, die von 1910 bis 1913 auf den deutschen Werften Joh. C. Tecklenborg und AG Weser gebaut wurden.
Wegen des Ausbruchs des Ersten Weltkriegs wurde die Ockenfels 1914 in Boston aufgelegt. 1917 von den USA beschlagnahmt und als Transporter eingesetzt, wurde sie 1918 in USS Pequot umbenannt. Anfangs gechartert, kaufte die DDG „Hansa“ am 28. Juni 1923 das Schiff zurück und setzte es bis 1932 als Argenfels ein.

## Geschichte des Schiffes
Die acht Schiffe der Ockenfels-Klasse der DDG „Hansa“ folgten auf den Hauptlinien nach Vorderindien den acht Schiffen der Rheinfels-Klasse, die von 1905 bis 1907 an die Reederei geliefert wurden, von denen aber noch vier in Großbritannien gebaut wurden, während die neuen Schiffe erstmals alle in Deutschland gebaut wurden. Die Ockenfels wurde 1910 mit zwei Schwestern von der Tecklenborg-Werft gebaut, die schon 1906 mit der ersten Rotenfels ein ähnliches Schiff der Rheinfels-Klasse geliefert hatte, aber vor den ersten drei und vor dem vierten Schiff der Ockenfels-Klasse auch Schiffe der kleineren Warturm-Klasse an die DDG „Hansa“ lieferte.
Den Namen der Burg Ockenfels nahe Linz am Rhein hatte 1895 erstmals ein bei Dixon gebauter Dampfer von 3589 BRT für den Ostindien-Dienst erhalten. Er war am 3. Juli 1909 auf der Ausreise vor Gibraltar nach einer Kollision mit dem britischen Dampfer Duart (1901, 3108 BRT) als letzter Vorkriegsverlust der Reederei gesunken.
Die neue Ockenfels von 5684 BRT war das Typschiff der acht Neubauten umfassenden Serie. Sie lief am 9. April 1910 vom Stapel und wurde am 28. Mai 1910 abgeliefert. Das Schiff hatte, wie die vier von Tecklenborg gelieferten Schwesterschiffe, eine Länge von 138, 68 m über alles, eine Breite von 16,83 m und einen Tiefgang von 7,63 m. Die von der Bauwerft gelieferte Vier-Zylinder-Vierfach-Expansionsmaschine von 2500 PS ermöglichte dem Schiff eine Geschwindigkeit von 11 Knoten (kn). Der Neubau hatte eine Tragfähigkeit von 8976 tdw und wurde mit einer Besatzung von 63 Mann betrieben, wobei die Mehrzahl des Maschinenpersonals in Indien angeworben wurde. Die beiden ersten Schwesterschiffe folgten noch 1910 in den Dienst. 1912 lieferte dann die AG Weser ihren ersten Bau dieser Serie und die Tecklenborgwerft einen vierten Neubau. Die Serie wurde mit drei weiteren Neubauten der AG Weser 1913 abgeschlossen. Dieser Baureihe folgten als letzte Vorkriegsserie gleichzeitig ab 1913 die Schiffe der Rappenfels-Klasse.

### Einsatzgeschichte
Die Ockenfels kam mit den beiden ersten Schwesterschiffen noch 1910 in den Dienst der Bremer Reederei. Keines der acht Schiffe befand sich beim Kriegsausbruch 1914 in der Heimat, drei wurden sofort von den Briten beschlagnahmt, drei weitere kamen durch den Kriegsbeitritt der Zufluchtsländer in den Dienst der Entente. Nur die Kandelfels und Huberfels blieben ohne Kriegseinsatz, da sie Antwerpen wegen der Neutralität der Niederlande nicht verlassen konnten.

### Kriegseinsatz
Die Ockenfels verblieb beim Kriegsausbruch 1914 in Boston. Dort hatten auch der Schnelldampfer Kronprinzessin Cecilie (19.501 BRT), die Köln, Wittekind und Willehad des Norddeutschen Lloyd sowie die Passagierdampfer Cincinnati (16.339 BRT) und Amerika der Hapag Zuflucht gefunden.

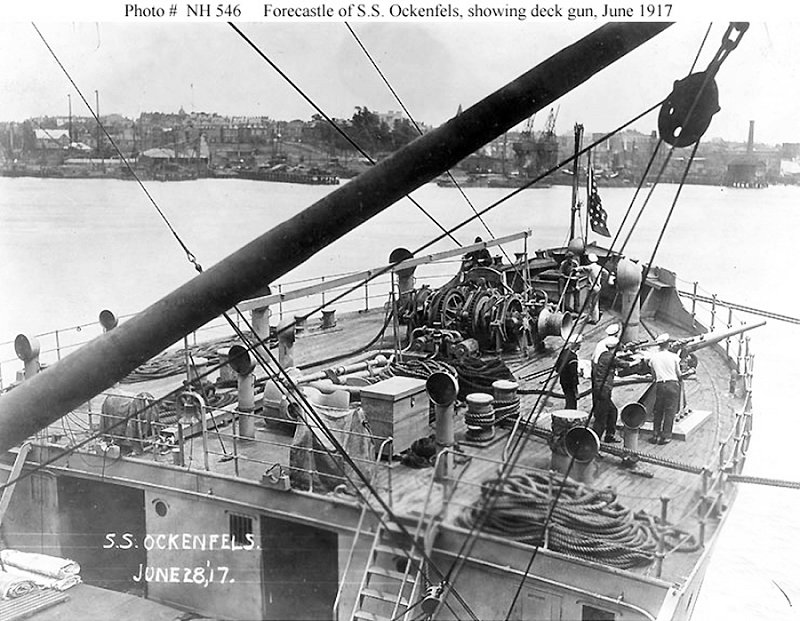
76-mm-Geschütz auf der Back

Bei Kriegseintritt der USA wurden um die 100 deutsche Schiffe im amerikanischen Machtbereich beschlagnahmt und zum Kriegseinsatz herangezogen. Neben der Ockenfels gehörten dazu auch die Hansa-Schiffe Adamsturm in New York, Liebenfels in Charleston (South Carolina) und O.J.D. Ahlers in Honolulu.
Wie bei der Mehrzahl der deutschen Schiffe hatte auch auf der Ockenfels die Besatzung die Maschine unbrauchbar gemacht. So kam das Schiff nach notwendiger Reparatur erst am 28. Oktober 1918 als USS Pequot (ID-2998) in Dienst. Bewaffnet mit einem 127-mm- und einem 76-mm-Geschütz wurde das Frachtschiff bis zum 11. Juli 1919 von US Navy eingesetzt.

### Wieder unter deutscher Flagge

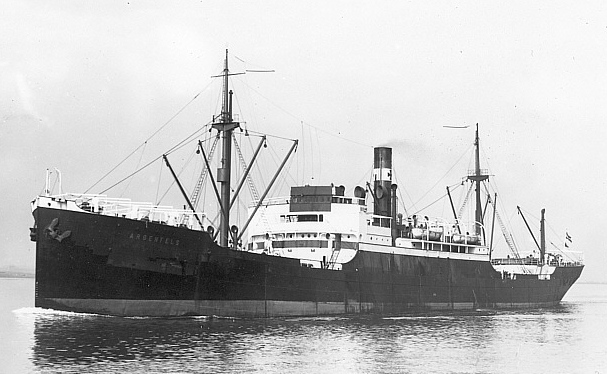
Die als Argenfels wieder in Dienst gekommene Ockenfels

1923 erwarb die „California Steamship“ Co. in Panama die Pequot ex Ockenfels vom US Shipping Board, vercharterte sie aber an die DDG „Hansa“, die am 28. Juni 1923 ihr ehemaliges Schiff erwarb und in Cardiff übernahm. Das Schiff erhielt den Namen Argenfels, da der ursprüngliche Taufname mit der am 28. Juli 1921 vom Stapel gelaufenen dritten Ockenfels der Frauenfels-Klasse bereits wieder vergeben war.

Benannt nach dem Schloss Arenfels bei Hönningen am Rhein war die erste Argenfels 1901 in den Dienst der DDG „Hansa“ gekommen. 1914 wurde sie von den Franzosen in Saigon beschlagnahmt. Das 5654 BRT große, bei Wigham Richardson & Co gebaute Schiff wurde 1921 nach Griechenland verkauft und war dort als Demetrios Diacakis, dann Dimitrios M. Diacakis bis zum Abbruch 1932 im Dienst.
Die zweite Argenfels ex Ockenfels blieb neun Jahre ohne Umbauten im Dienst der DDG Hansa, ehe es am 24. Dezember 1932 im Rahmen der Reduzierung der Flottenbestände während der Weltwirtschaftskrise zum Abbruch an Blohm & Voss in Hamburg verkauft wurde.

Nach ihrem Abbruch waren noch vier Schiffe der Klasse weltweit im Dienst. Zwei von ihnen gingen im Zweiten Weltkrieg verloren; die beiden letzten Schiffe wurden 1950 bzw. 1958 abgebrochen.

### Die Schiffe derOckenfels-Klasse
| Name           | Bauwerft               | BRT tdw   | Stapellauf in Dienst  | weiteres Schicksal |
| Ockenfels (2)  | Tecklenborg BauNr. 235 | 5684 8976 | 9.04.1910 28.05.1910  | 1914 in Boston aufgelegt, 1917 beschlagnahmt und als USN-Transporter eingesetzt, 1918 in USS Pequot umbenannt, 28. Juni 1923 Rückkauf durch DDG „Hansa“: umbenannt in Argenfels, 1932 zum Abbruch |
| Birkenfels (1) | Tecklenborg BauNr. 236 | 5639 8150 | 7.06.1910 23.07.1910  | 1914 in Kapstadt beschlagnahmt: Tandem, 1915 Polshannon, 1921 Pinna, 1922 Umbau zum Tankdampfer (6121 BRT, 8150 tdw), 4. Februar 1942 nach Angriffen durch japanische Flugzeuge gesunken |
| Freienfels (1) | Tecklenborg BauNr. 237 | 5633 8705 | 20.09.1910 22.11.1910 | 1914 in Kalkutta beschlagnahmt, Einsatz als Transporter, 1925 Verkauf nach Griechenland: Hadiotis, 1928 nach Italien: Felce, 1940 in Haifa beschlagnahmt: Empire Defender, 15. November 1941 vor Tunesien durch italienische Torpedoflugzeuge versenkt                                                                        |
| Sturmfels (1)  | Tecklenborg BauNr. 249 | 5660 8700 | 14.09.1912 5.11.1912  | August 1914 in Massaua, 1915 beschlagnahmt, als Ferrara unter italienischer Flagge, 1920 in Luigi Rizzo, 1924 in Nazareno, 1926 in Gerarchia umbenannt, 1940 bis 1944 auf den Kap Verden interniert, 1947 Rosolino Pilo, dann Giuseppe Mazini, 1956 nach Panama: Mizar, 1958 Abbruch in Japan                                 |
| Kandelfels (1) | AG Weser BauNr. 185    | 5739 8668 | 27.04.1912 10.07.1912 | August 1914 in Antwerpen blockiert, 1919 von den Niederlanden/Belgien an Großbritannien ausgeliefert, 1920 umbenannt in Kirkstall Abbey, 1921 an Vereenigde Nederlandsche Scheepvaart Maatschappij(VNS): Koudekerk, 1931 italienische Laura Lauro, 1941 brasilianische Cearaloide, 1949 Rückgabe an Italien, 1950 abgebrochen |
| Huberfels (1)  | AG Weser BauNr. 191    | 5814 8960 | 21.12.1912 31.01.1913 | August 1914 in Antwerpen blockiert, 1919 von den Niederlanden an Großbritannien ausgeliefert, 1920 umbenannt in Bolton Abbey, 1921 an VNS: Bovenkerk, 1932 abgebrochen |
| Lauterfels (1) | AG Weser BauNr. 193    | 5811 8930 | 1913 27.03.1913       | August 1914 in Port Said beschlagnahmt: Hungerfjord, 16. April 1918 vor Bristol durch UC 75 versenkt |
| Spitzfels (1)  | AG Weser BauNr. 194    | 5809 8930 | 16.05.1913 16.06.1913 | August 1914 in Cagliari, 1915 beschlagnahmt, als Brescia unter italienischer Flagge, 1920 in Mazzini umbenannt, am 31. März 1925 mit Kohlenladung auf einer Reise von Baltimore nach Algier auf der Azoreninsel Graciosa gestrandet und aufgegeben                                                                            |

### Erneute Verwendung der Schiffsnamen
Die zweite Ockenfels musste bei ihrem Rückkauf umbenannt werden, da inzwischen der vierte Neubau der Frauenfels-Klasse den Namen Ockenfels erhalten hatte. Das bei Tecklenborg 1921 fertiggestellte, 7574 BRT große Schiff ging 1943 durch Minentreffer in der Nordsee verloren.

Die vierte Ockenfels der Reederei kam 1956 in Dienst. Die AG Weser lieferte dieses Schwergutmotorschiff der „Picasso“-Klasse, das bis 1977 im Dienst blieb und dann nach Griechenland verkauft wurde. Erst 1985 wurde das Schiff abgebrochen.
Auch gab es nach dem Ende der Ocken-/Argenfels (2) 1944 noch eine dritte Argenfels. Sie war ein bei Wilton-Fijenoord gebautes großes Hansa-Standardschiff. Unfertig sank es im November 1944 bei einem Bombenangriff in Hamburg. 1949 endgültig gehoben, kam das fertiggebaute und modernisierte Schiff 1950 doch noch zur DDG „Hansa“. 1960/61 erfolgte der Umbau der dritten Argenfels zu einem Motorschiff. Anfang 1978 wurde das Schiff zum Abbruch nach Pakistan verkauft.